# Polydrusus formosus
Polydrusus formosus (in inglese green immigrant leaf weevil) è una specie di coleotteri fitofagi della famiglia dei curculionidi (sottofamiglia Entiminae).

## Distribuzione
L'insetto è presente in buona parte dell'Europa e nella ecozona neartica.

## Descrizione
Gli adulti raggiungono una lunghezza di 5–6 millimetri (0,20–0,24 in). La loro colorazione è di un verde brillante metallico, perché il corpo, colorato in nero, è ricoperto da scaglie rotonde di forma circolare. Se le scaglie cadono il corpo scuro sottostante diventa visibile. Le antenne sono piuttosto chiare, con il rigonfiamento terminale più scuro. Questi insetti presentano una corta scanalatura tra i due occhi ed evidenti striature sulle elitre.

## Biologia

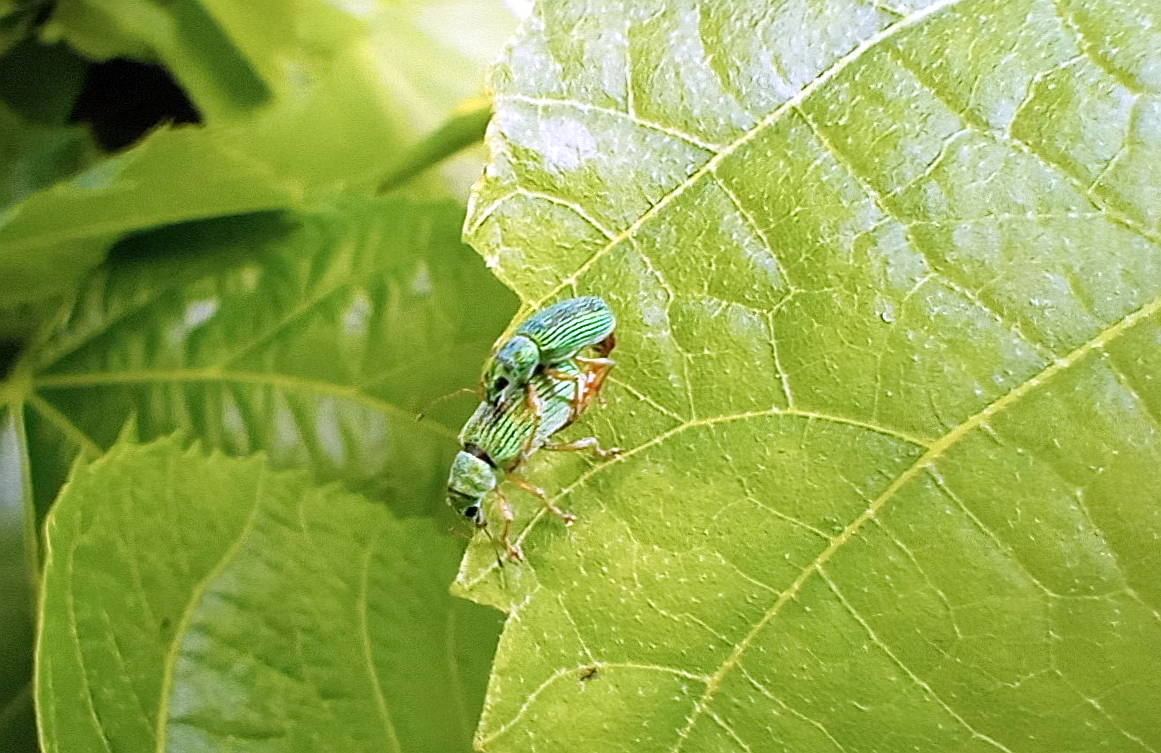
Accoppiamento di due esemplari su una foglia di tiglio

Gli esemplari adulti si possono vedere principalmente da aprile fino ad agosto. Le uova vengono deposte sulla corteccia o sulle foglie delle piante ospiti. Dopo la schiusa le larve passano nel suolo e crescono fino a raggiungere una lunghezza di circa 7 millimetri (0,28 in), nutrendosi della linfa delle radici più tenere. In autunno lo sviluppo larvale è completo; dopo aver passato l'inverno si impupano in primavera. Gli adulti si nutrono di giovani foglie e boccioli di una notevole varietà di specie selvatiche a portamento arboreo o cespuglioso, come ad esempio il nocciolo e varie specie di quercia, ma anche di alberi da frutto (meli, peri, ciliegi etc.). Sono considerate organismi nocivi per i fruttiferi e possono causare danni diffusi, in particolare a gemme, germogli e boccioli.